# スターゲイト ユニバース
『スターゲイト ユニバース』（Stargate Universe）は、アメリカ合衆国（撮影はカナダ）で制作され、2009年10月から米国で放送されているSFテレビドラマ（海外ドラマ）。「スターゲイト SG-1」、「スターゲイト アトランティス」に続く、スターゲイト第3のシリーズ。

## エピソードガイド

### シーズン1
地球から、科学者のラッシュ博士とエンジニアとして雇われたイーライ、米国上院議員とその娘で秘書のクロエを載せた宇宙戦艦ジェネラル・ハモンド(サマンサ・カーター大佐が艦長)が飛び立つ。9番目のシェブロンを利用する為のプロジェクト「イカロス」の基地のある惑星軌道上に到着したが、ジェネラル・ハモンドと基地は正体不明のゴアウルド艦隊から猛攻撃を受ける。イカロス基地は、実験で不安定となった惑星ごと消滅することとなるが、消滅の寸前に実験は成功し、行き先不明ながらワームホールが形成されたことで、基地にいた八十数名のほぼ全員が緊急避難でスターゲイトに飛び込んでいく。着いた先は、遥か彼方の銀河をハイパードライブ無しにもかかわらず超光速で自動探査航行するエンシェントの宇宙船デスティニーだった。
| 番号   | 題名               |
| ------ | ------------------ |
| 第1話  | Air (Part 1)       |
| 第2話  | Air (Part 2)       |
| 第3話  | Air (Part 3)       |
| 第4話  | Darkness (Part 1)  |
| 第5話  | Light (Part 2)     |
| 第6話  | Water              |
| 第7話  | Earth              |
| 第8話  | Time               |
| 第9話  | Life               |
| 第10話 | Justice            |
| 第11話 | Space (Part 1)     |
| 第12話 | Divided (Part 2)   |
| 第13話 | Faith              |
| 第14話 | Human              |
| 第15話 | Lost               |
| 第16話 | Sabotage           |
| 第17話 | Pain               |
| 第18話 | Subversion         |
| 第19話 | Incursion (Part 1) |
| 第20話 | Incursion (Part 2) |

### シーズン2
| 番号   | 題名                    |
| ------ | ----------------------- |
| 第21話 | Intervention (Part 3)   |
| 第22話 | Aftermath               |
| 第23話 | Awakening               |
| 第24話 | Pathogen                |
| 第25話 | Cloverdale              |
| 第26話 | Trial and Error         |
| 第27話 | The Greater Good        |
| 第28話 | Malice                  |
| 第29話 | Visitation              |
| 第30話 | Resurgence (Part 1)     |
| 第31話 | Deliverance (Part 2)    |
| 第32話 | Twin Destinies          |
| 第33話 | Alliances               |
| 第34話 | Hope                    |
| 第35話 | Seizure                 |
| 第36話 | The Hunt                |
| 第37話 | Common Descent (Part 1) |
| 第38話 | Epilogue (Part 2)       |
| 第39話 | Blockade                |
| 第40話 | Gauntlet                |

## キャスト
Official Stargate Website: Browse All Main Characters: Stargate Universe による。
| 役者                             | 日本語版の吹き替え | 登場人物                                            | 劇中での役割                                                               |
| -------------------------------- | ------------------ | --------------------------------------------------- | -------------------------------------------------------------------------- |
| ロバート・カーライル             |                    | ニコラス・ラッシュ博士 （Dr. Nicholas Rush）        | イカロス計画の科学者チームのリーダーで、お墨付きの天才                     |
| ジャスティン・ルイス             |                    | エヴァレット・ヤング大佐 （Col. Everett Young）     | 宇宙船デステニィの司令官                                                   |
| ブライアン・J・スミス            |                    | マシュー・スコット中尉 （1st Lt. Matthew Scott）    |                                                                            |
| エリス・レベスク                 |                    | クロエ・アームストロング （Chloe Armstrong）        | カリフォルニア州選出上院議員の娘で、ハーバード大学(政治科学専攻)出身       |
| デビッド・ブルー                 |                    | イーライ・ウォレス （Eli Wallace）                  | ゲームでエンシェント語を学んだパソコンオタク/数学者/エンジニア             |
| アラルナ・ハフマン               |                    | タマラ・ヨハンセン中尉 （1st Lt. Tamara Johansen）  | 宇宙船デステニィの医療主任、TJとイニシャルで呼ばれている                   |
| ハミル・ウォーカー・スミス       |                    | ロナルド・グリーア上級曹長 （Msgt. Ronald Greer）   |                                                                            |
| ミン・ナ                         |                    | カミール・レイ （Camile Wray）                      | IOA査察官、宇宙船デステニィにいるIOA職員では最高ランク、民間人のリーダー格 |
| ルー・ダイアモンド・フィリップス |                    | デヴィッド・テルフォード大佐 （Col. David Telford） | イカロス基地の元司令官                                                     |